# Демченко Сергій Михайлович
Сергій Михайлович Демченко (біл. Сяргей Міхайлавіч Дземчанка; нар. 2 травня 1974, Гомель, Білоруська РСР) — білоруський борець вільного стилю, срібний призер чемпіонату Європи, учасник Олімпійських ігор. Майстер спорту Республіки Білорусь міжнародного класу з вільної боротьби.

## Життєпис
У складі збірної СРСР був бронзовим призером чемпіонату світу 1982 року серед кадетів. Бронзовий призер чемпіонату світу серед студентів 1996 року.
Виступав за борцівський клуб «Динамо», Гомель. Тренери — Василь Биховський, Олексій Демченко. Неодноразовий переможець чемпіонату Республіки Білорусь з вільної боротьби.
Закінчив Гомельський державний університет імені Франциска Скорини.
Працює в Департаменті охорони Міністерства внутрішніх справ Республіки Білорусь. Майор міліції, старший інспектор з професійної підготовки групи кадрів Новобілицького Департаменту охорони міста Гомеля.

## Спортивні результати на міжнародних змаганнях

### Виступи на Олімпіадах
| Змагання                    | Збірна   | Вагова категорія          | Місце |
| --------------------------- | -------- | ------------------------- | ----- |
| Літні Олімпійські ігри 2000 | Білорусь | вільна боротьба, до 69 кг | 4     |

На літніх Олімпійських іграх 2000 року в Сіднеї виграв три поєдинки, дійшовши до півфіналу, де мінімально поступився з рахунком 2:3 російському борцеві Арсену Гітінову. У сутичці за бронзову нагороду з рахунком 1:3 програв американському спортсмену Лінкольну МакІлреві.

### Виступи на Чемпіонатах світу
| Змагання                        | Збірна   | Вагова категорія          | Місце |
| ------------------------------- | -------- | ------------------------- | ----- |
| Чемпіонат світу з боротьби 1997 | Білорусь | вільна боротьба, до 69 кг | 10    |
| Чемпіонат світу з боротьби 1998 | Білорусь | вільна боротьба, до 69 кг | 11    |
| Чемпіонат світу з боротьби 1999 | Білорусь | вільна боротьба, до 69 кг | 27    |
| Чемпіонат світу з боротьби 2001 | Білорусь | вільна боротьба, до 69 кг | 18    |
| Чемпіонат світу з боротьби 2003 | Білорусь | вільна боротьба, до 66 кг | 24    |

### Виступи на Чемпіонатах Європи
| Змагання                         | Збірна   | Вагова категорія          | Місце  |
| -------------------------------- | -------- | ------------------------- | ------ |
| Чемпіонат Європи з боротьби 1995 | Білорусь | вільна боротьба, до 68 кг | 10     |
| Чемпіонат Європи з боротьби 1997 | Білорусь | вільна боротьба, до 69 кг | 16     |
| Чемпіонат Європи з боротьби 1998 | Білорусь | вільна боротьба, до 69 кг | 15     |
| Чемпіонат Європи з боротьби 1999 | Білорусь | вільна боротьба, до 69 кг | 4      |
| Чемпіонат Європи з боротьби 2000 | Білорусь | вільна боротьба, до 69 кг | Срібло |
| Чемпіонат Європи з боротьби 2002 | Білорусь | вільна боротьба, до 66 кг | 10     |
| Чемпіонат Європи з боротьби 2003 | Білорусь | вільна боротьба, до 66 кг | 6      |

### Виступи на інших змаганнях
| Змагання                                                          | Збірна   | Вагова категорія                 | Місце  |
| ----------------------------------------------------------------- | -------- | -------------------------------- | ------ |
| Гран-прі Німеччини з боротьби 1994                                | Білорусь | вільна боротьба, до 74 кг        | 6      |
| Гран-прі Німеччини з боротьби 1995                                | Білорусь | вільна боротьба, до 68 кг        | 5      |
| Чемпіонат світу з боротьби серед студентів 1996                   | Білорусь | вільна боротьба, до 68 кг        | Бронза |
| Олімпійський кваліфікаційний турнір з боротьби 2000 (Мінськ)      | Білорусь | вільна боротьба, до 69 кг        | Срібло |
| Олімпійський кваліфікаційний турнір з боротьби 2000 (Лейпциг)     | Білорусь | вільна боротьба, до 69 кг        | 6      |
| Олімпійський кваліфікаційний турнір з боротьби 2000 (Токіо)       | Білорусь | вільна боротьба, до 69 кг        | 4      |
| Олімпійський кваліфікаційний турнір з боротьби 2000 (Александрія) | Білорусь | вільна боротьба, до 69 кг        | 6      |
| Олімпійський кваліфікаційний турнір з боротьби 2004 (Братислава)  | Білорусь | вільна боротьба, до 66 кг        | 21     |
| Олімпійський кваліфікаційний турнір з боротьби 2004 (Софія)       | Білорусь | вільна боротьба, до 66 кг        | 10     |
| Олімпійський кваліфікаційний турнір з боротьби 2008 (Новий Сад)   | Білорусь | греко-римська боротьба, до 96 кг | 5      |

### Виступи на змаганнях молодших вікових груп
| Змагання                                      | Збірна | Вагова категорія                 | Місце  |
| --------------------------------------------- | ------ | -------------------------------- | ------ |
| Чемпіонат світу з боротьби серед кадетів 1982 | СРСР   | греко-римська боротьба, до 65 кг | Бронза |